# Drapelul Burkinei Faso
Drapelul național al Burkinei Faso este format din două benzi orizontale de culoare roșie (deasupra) și verde, cu o stea în cinci colțuri în centru. Drapelul a fost adoptat pe 4 august 1984 în urma loviturii de stat din 1983, care l-a adus pe Thomas Sankara la putere. Culorile sunt popularele culori Pan-Africane ale Etiopiei. Roșul reprezintă lupta revoluționară a țării, iar dunga verde reprezintă speranță și abundență. Steaua galbenă simbolizează resursele minerale bogate ale Burkinei Faso.
Drapelul original Upper Volta, adoptat la independență, conținea 3 dungi orizontale de culoare neagră, albă și roșie. Aceste culori reprezentau cei trei afluenți ai Fluviului Volta, care curge spre sud prin țară: Volta Neagră, Volta Albă și Volta Roșie.